# 一本列島
一本列島（いっぽんれっとう）とは、1988年（昭和63年）3月13日の青函トンネル開業と同年4月10日の瀬戸大橋開業によってJR7社の路線が全て線路で結ばれたことと、それに伴って実施されたダイヤ改正に対する、「日本列島」と「一本」を掛け合わせたJRのキャッチコピー及び鉄道ファンなどの間における通称名である。

## 開業までの経緯
本州と九州の間は1942年（昭和17年）の関門鉄道トンネル開通以降、関門国道トンネル・関門橋・新関門トンネルが次々貫通して一体化が進みつつあったが、北海道・四国との間は戦後も長らく陸上交通では結ばれておらず、日本国有鉄道（国鉄）の運営していた青函連絡船・宇高連絡船・仁堀連絡船、更に民間航路で連絡するという時代が長く続いていた。
それでも戦前から橋ないしはトンネルによって日本列島4島を結ぼうという構想はあり、1954年（昭和29年）の洞爺丸事故や1955年（昭和30年）の紫雲丸事故を受けて青函トンネルと瀬戸大橋の建設が決定、前者は1961年（昭和36年）に、後者は1978年（昭和53年）に着工された。
しかし航空機と自動車の時代になったことから、昭和三大馬鹿査定発言など、無用の長物と化すだろうという声もあった。
海峡線（津軽海峡線）は1988年（昭和63年）3月13日、本四備讃線（瀬戸大橋線）は4月10日に開業した。この時JRグループの作ったキャッチコピーが、「レールが結ぶ、一本列島。」であった。後にも先にもJRグループ全体でダイヤ改正をPRしたテレビCMを放映したのはこの時だけであり（各社が独自に製作したCMも別にあり、JR東海では当時中日ドラゴンズの主力選手であった落合博満を起用したりもしていた）、以後はJR各社が独自にダイヤ改正をアピールするテレビCMを制作することとなった。

## ダイヤ改正
またこれにより、JRグループ発足後初のダイヤ改正が実施された。その主な内容は下記の通りである。

### 青函トンネル関連
津軽線の中小国駅（実際の分岐点は新中小国信号場）から江差線木古内駅まで青函トンネルを挟む87.8kmの路線が海峡線として開業し、更に営業用の愛称として青森駅 - 函館駅間が「津軽海峡線」と定められた。なお開業日の3月13日には青函連絡船と海峡線が同時営業を行ったため、青森駅 - （津軽海峡線） - 函館駅 - （青函連絡船） - 青森駅という一周片道乗車券が購入できた（列車と連絡船の利用順を入れ替えたり、函館駅発の逆周りも可）。
これに伴い、下記のような本州と北海道を結ぶ旅客列車が新設された。
- 寝台特急列車「北斗星」（2往復）：上野駅 - 札幌駅間[2]
- 夜行急行列車「はまなす」（1往復）：青森駅 - 札幌駅間
- 昼行快速列車「海峡」（8往復）：青森駅 - 函館駅間
- 昼行特急列車「はつかり」（2往復）：盛岡駅 - 函館駅間（青森駅 - 函館駅間延長）[2]
  - 上記の昼行列車2つは2002年（平成14年）12月1日に「白鳥・スーパー白鳥」に再編された。また、北海道新幹線開業に伴い2016年〈平成28年）3月26日をもって在来線旅客列車は全て廃止された（貨物列車は継続）。
- 寝台特急列車「日本海」1・4号（1往復）：大阪駅 - 函館駅間[2]（青森駅 - 函館駅間を延長、2006年〈平成18年〉3月18日 青森駅 - 函館駅間が廃止）

### 瀬戸大橋関連
瀬戸大橋を挟む宇野線の茶屋町駅から予讃線（当時は予讃本線）の宇多津駅の間31.0 kmが本四備讃線として開業（茶屋町駅 - 児島駅間は瀬戸大橋博の開催に合わせて3月20日に先行開業）し、前後の線区も挟んだ岡山駅 - 高松駅間に「瀬戸大橋線」の愛称が与えられた。なおこの段階で宇高連絡船の航路自体は廃止されず、1990年（平成2年）3月まで急行便が両岸住民の便宜を図って設定されていた。
これによって新設された旅客列車は下記の通り。
- 寝台特急列車「瀬戸」：東京駅 - 高松駅間（現サンライズ瀬戸）[3]
- 昼行特急列車「しおかぜ」（5往復）：岡山駅 - 松山駅・宇和島駅間[3]
- 昼行特急列車「南風」（3往復）：岡山駅 - 高知駅・中村駅[3]
- 昼行特急列車「うずしお」（1往復）：岡山駅 - 徳島駅[3]
- 昼行快速列車「マリンライナー」（18往復）：岡山駅 - 高松駅
- その他普通列車

四国管内においても、かなり大規模なダイヤ改正となり、「しおかぜ」・「南風」が岡山方面への特急列車に移行した関係で高松駅発着の特急列車は「いしづち」・「しまんと」に愛称名を変更した。また高徳線では急行「むろと」、「阿波」が特急「うずしお」に格上げされた。予讃線・土讃線の急行列車に関しても一部列車が存続したが、大幅に特急列車に格上げされた。
なお瀬戸大橋線開業直前の4月1日には、中村線が土佐くろしお鉄道（中村線）に移管された。

### その他
3月13日には、他のJR各社でもダイヤ改正を実施した。
新幹線
東海道新幹線に新富士駅・掛川駅・三河安城駅、山陽新幹線に新尾道駅・東広島駅が開業した。JR東海では100系G編成という食堂車に代わってカフェテリアを設けた車両が東京駅 - 新大阪駅間の『ひかり』を中心に運用されるようになった。東海道区間の「こだま」では指定席の一部をアコモ改造した「2&2シート」を導入した。山陽新幹線では0系を4列シートにアコモ改造した6両編成（のちに大半が12両編成化）の「ウエストひかり」を新大阪駅 - 博多駅間で運転開始した。
上越新幹線では、「あさひ」が時速240km運転を開始した。

東日本
新宿駅 - 松本駅間の特急「あずさ」にグレードアップ車両を導入した。甲府駅発着の特急「あずさ」は「かいじ」に愛称を変更した。
長野地区では、長野駅から飯田線方面を結ぶ急行「かもしか」が、快速「みすず」に格下げされた。
新潟駅 - 新宿駅間の夜行快速「ムーンライト」（後の「ムーンライトえちご」）が定期化された。
首都圏では、京浜東北線で昼間に田端駅 - 田町駅間の快速運転を開始した。快速運転区間の途中停車駅は上野駅・秋葉原駅・東京駅で、これにより通過運転区間の所要時間は各駅停車の山手線に比べ、約6分短縮した。また、京浜東北線と山手線は平日はラッシュ時以外は同一の線路を使用していたが、この改正で原則として使用線路を分離する形となった。横浜線や中距離電車では快速が設定された。
宇都宮線と高崎線では山手貨物線・東北貨物線を活用し、池袋駅発着の列車を新設した。また、前述の夜行快速ムーンライトの定期化に伴い、間合い運用で東北本線・上野駅 - 黒磯駅間に全車指定席の快速「フェアーウェイ」（原則として土休日のみ運転）が運転開始した。
日光線および高崎地区の上越線・吾妻線・信越本線・両毛線では、107系が投入された。

東海
名古屋駅 - 長野駅間の特急「しなの」にパノラマグリーン車が連結開始した。
東海道本線では、三河安城駅が前述の東海道新幹線とともに開業した。
中央本線では、211系5000番台が投入された。

西日本（瀬戸大橋線を除く）
北陸から東京方面（新幹線接続）への連絡を強化し、上越新幹線長岡駅で接続する北陸方面への速達特急列車として「かがやき」が登場した。また、東海道新幹線米原駅接続の「きらめき」が登場した。アコモデーションを改良した485系が充当され、全車指定席で運転された。
京阪神地区では、初めて「アーバンネットワーク」の名称が使われるようになり、従来の路線名に「JR神戸線」のような愛称がつけられるようになった。
JR神戸線の外側快速が六甲道駅に停車するようになった。新快速は夕方時間帯に増発され、琵琶湖線区間で米原駅発着の列車が設定された。また、休日ダイヤの朝にも新快速が運転されるようになった。大阪駅 - 米原駅間の「びわこライナー」が定期列車に格上げされた。JR神戸線・京都線・琵琶湖線の夕方時間帯のダイヤが見直された。
JR宝塚線では日中時間帯の1時間の本数が大阪駅 - 新三田駅で4本、新三田駅 - 篠山口駅間で2本に増発された。
大和路線では木津駅 - 加茂駅間が電化され、なら・シルクロード博覧会の開催に合わせて日中時間帯の快速が1時間3本（大阪環状線直通のみ）から6本（大阪環状線直通3本、湊町駅（現：JR難波駅）発着3本。増発の快速は郡山駅・大和小泉駅は通過）に増発された。また、亀山方面からの普通は大半が加茂駅発着に変更された。
- シルクロード博の開催期間中は臨時快速「シルクロード号」として日中の湊町駅発着の快速を大阪環状線・梅田貨物線経由で新大阪駅発着に変更。これに伴い、西九条駅では構内配線を一部変更して大阪環状線（弁天町方）から梅田貨物線へのルートが新設された。

阪和線では、205系1000番台が投入され、熊取駅 - 和歌山駅間で各駅停車になるB快速が新設された。
JR宝塚線では「ほくせつライナー」が、大和路線では「やまとじライナー」が新設された。
岡山・広島地区にまたがる山陽本線では、支社界の糸崎駅 - 三原駅間で列車が増発され、糸崎駅折り返しであった岡山方面の列車が三原駅まで行くようになった。
直後の4月3日、山陽本線（広島地区）に宮内串戸駅が開業した。

九州
783系（ハイパーサルーン）が特急「有明」に投入され、そのうち速達の1往復は「スーパー有明」と命名された。
小倉駅 - 佐世保駅間では観光特急「オランダ村特急」が新設された。この列車は翌年鳥栖駅まで特急「有明」との協調運転を行っている。
日豊本線の特急「にちりん」が28往復に増発され、ほとんどが小倉駅発着だったが半数以上の列車と夜行急行「日南」が博多駅まで運転区間を延長した。また小倉駅 － 博多駅間の快速が1時間1本→3本に増発された。
篠栗線と香椎線の交差部分に長者原駅が開業して相互乗り換えが可能になったほか、九州では長者原駅以外にも鹿児島本線・篠栗線・豊肥本線・日豊本線・指宿枕崎線で合わせて9駅が新たに開業した。
JR各社ともこのダイヤ改正では地方都市圏で普通列車の大幅な増発を行った。なお、改正に前後してJR各社では、前述の中村線のほか以下の各路線が廃止された。
- 2月1日：松前線（北海道）、岡多線（東海／愛知環状鉄道（愛知環状鉄道線）に移管。同時に未成区間の新豊田駅 - 高蔵寺駅間も同社の路線として開業）、山野線（九州：バス転換）
- 3月24日：木原線（東日本／いすみ鉄道（いすみ線）に移管）
- 3月25日：能登線（西日本／のと鉄道（能登線）に移管。ただし、2005年4月1日に廃止）
- 4月1日：松浦線（九州／松浦鉄道（西九州線）に移管）
- 4月11日：真岡線（東日本／真岡鐵道（真岡線）に移管）
- 4月25日：歌志内線（北海道：バス転換）

## 開業と改正による影響
この改正によって、明治以来日本の輸送体系の大きな柱であった2つの鉄道連絡船の運行が終了した。都市間の到達時間は、船より数倍高速な鉄道に切り替わったことと、長い桟橋を歩く乗換えが無くなったことで大幅に短縮され、特に貨物は港湾での積み換え作業が不要となるシームレス輸送の実現により速達性や利便性が大幅に向上した。

### 青函トンネル関連
青函トンネルが開通したことにより、青森・函館間は従来約4時間かかっていたものが約2時間に短縮された。その結果本州と北海道各都市間の到達時間も全て短縮されることになった。当初こそ、もの珍しさもあって盛況であったものの、当時は高価だった本州と北海道を結ぶ航空便が利用しやすくなったことなどから、次第に利用客数が減少し、1996年には青函連絡船最後の年である1987年の水準を下回ることになった。寝台特急「北斗星」(2015年廃止)や「カシオペア」(2016年廃止)、「トワイライトエクスプレス」(2015年廃止)など根強い人気がある豪華列車も無くなったが、2005年（平成17年）に北海道新幹線の先行建設区間として青函トンネルを含む新青森駅 - 新函館北斗駅間が着工され、2016年（平成28年）3月26日に開業した。
青森と函館の間はもともと長いトンネルを挟んだ過疎地であり、沿線地域に対する影響は少なかった。そのため、2002年（平成14年）12月1日のダイヤ改正で青函トンネルを通る快速列車・普通列車は運行されなくなり、青森 - 函館間を通して運転される旅客列車は特急と新幹線のみとなった。
一方国鉄分割民営化（JR各社発足）後、国鉄時代には減退気味だった貨物輸送が拡大に転じた要因のひとつになった。貨物特急スーパーライナーの中でも東京 - 札幌間の便は花形路線であり、その運行効率化に沿って機関車の開発も行われてきている。またモーダルシフトの流れからも注目されている。

### 瀬戸大橋関連
瀬戸大橋が開業する前、道路はともかく鉄道の利用客は少ないだろうと予測されていた。しかし実際に開業してみると、道路の方は通行料の高さが災いして宇高航路などを引き続き利用するドライバーが多かったことから予測の半分の交通量しかなかったのに対し、鉄道は盛況で「マリンライナー」の毎時1本を2本に増発しなければならなくなるほどになった。
瀬戸大橋を経由する岡山・高松間は、連絡船への乗り換え時間も含めて約2時間かかっていたものが1時間以下に短縮された。特に海峡を挟んだ児島と坂出の間はわずか15分で結ばれ、東京・横浜間より近い距離となった。
この結果、瀬戸大橋の開通は周辺の各都市間を完全に通勤通学の可能な区間とし、通常の買い物にも気軽に橋を渡って対岸のショッピングセンターを利用するようになった。また以前から宇高連絡船と宇野線を乗り継いで通学するものはいたものの、橋の開通によって近くなったことで、通勤・通学客が増加しており、岡山県から四国への通勤・通学客は1985年の687人から2005年に2,447人に、四国から岡山県への通勤・通学客は1985年の1,037人から2005年に2,287人といずれも大幅に増加している 。瀬戸大橋線には前述のように特急列車以外にも多数の快速列車や普通列車が設定された結果、地域の足として定着することになった。
一方、1998年（平成10年）に明石海峡大橋が開通し、四国から京阪神地区への所要時間は神戸淡路鳴門自動車道を経由する高速バスや乗用車を利用した方が大幅に短縮される例が生まれたために、中長距離客の一部は瀬戸大橋利用からのシフトが起こった。その結果、瀬戸大橋線の利用旅客数は減少傾向にある。その状況に対応するため、JR四国・JR西日本の両社はそれぞれ2003年「マリンライナー」に新型車両5000系、223系5000番台を導入している。
瀬戸大橋の鉄道部の中央部分に設備が用意されている四国新幹線・四国横断新幹線については、実現の目処がまだ立っていない。